# .kg
.kg je internetová národní doména nejvyššího řádu pro Kyrgyzstán (podle ISO 3166-2:KG)
Z celkového počtu 5 000 000 obyvatel jich internet využívá přibližně 150 000.